# Den lyserøde panter springer igen
Den lyserøde panter springer igen (originaltitel: The Return of the Pink Panther) er en film fra 1975, instrueret af Blake Edwards. Filmen er den tredje i serien om Den lyserøde panter. I filmen møder vi igen Sir Charles Lytton alias Fantomet, dog ikke spillet af David Niven, men af Christopher Plummer.
Filmen blev efterfulgt af Den lyserøde panter slår igen.

## Handling
Inspector Clouseau (Peter Sellers) er netop blevet degraderet af sin chef Charles Dreyfus (Herbert Lom), der hader Clouseau, da den berømte diamant Den lyserøde panter bliver stjålet. Dreyfus tvinges af den franske stat til at sende Clouseau til landet Lugash i Mellemøsten for at se på sagen. Clouseau kommer på sporet af Sir Charles Lytton kendt som Fantomet, der tidligere har stjålet diamanten. Det er dog ikke Lytton, der har stjålet diamanten, men derimod hans kone.
I et opgør, der finder sted i Schweiz mødes Clouseau med parret Lytton, samt Dreyfus og Oberst Sharky fra Lugashs hemmelige politi. Dreyfus er dog ligeglad med diamanten – hans eneste mål er at dræbe Clouseau.

## Medvirkende
- Peter Sellers – Inspector Jacques Clouseau
- Herbert Lom – Charles Dreyfus
- Christopher Plummer – Sir Charles Lytton/Fantomet
- Catherine Schell – Lady Claudine Lytton
- Peter Arne – Oberst Sharky
- Burt Kwouk – Cato Fong